# The Big Gay Musical
The Big Gay Musical es una película de comedia musical con temática gay escrita por Fred M. Caruso y codirigida por Caruso y Casper Andreas. La película sigue un breve período en la vida de dos jóvenes actores, uno que es gay abiertamente, y el otro es encubierto a sus padres. El actor abiertamente gay lucha en tener una vida sexual promiscua o intenta tener una pareja, mientras el encubierto se pregunta a sí mismo si debe declararse ante sus padres conservadores y religiosos.
A través de la película, hay una serie de número musicales con ángeles en baile de claqué, una re-narración de la historia del Génesis, una protesta de los telepredicadores, un campamento que intenta volver heterosexuales a chicos gay. Al final de la película, los personajes son conscientes que la vida sería mejor si ellos sólo se aceptan a sí mismos como son.

## Argumento
Paul (Daniel Robinson) y Eddie (Joey Dudding) ha comenzado los ensayos de un musical off-Broadway titulado Adán y Esteban: tal cual Dios los ha creado. Sus vidas imitan algunos de los personajes que ellos están interpretando en escena, en que Paul está buscando la pareja masculina ideal, y Eddie encuentra que su educación religiosa choca con su homosexualidad. Después de otro en una larga serie de citas desastrosas, Paul decide terminar con las relaciones y empezar una vida promiscua. Eddie decide finalmente decirle a sus padres conservadores que es gay. Eddie sale del armario ante su familia, quienes no aceptan bien la noticia. Paul inicia encuentros sexuales a través de Internet, pero incluso no logra conseguir un sexo casual decente.

## Elenco
- Celina Carvajal como Mujer / Eva.
- Daniel Robinson como Paul / Adán.
- Joey Dudding como Eddie / Steban.
- Jeff Metzler como David.
- Casper Andreas as Usher.
- Liz McCartney como Patty-Maye.
- Brian Spitulnik como Michael.
- Andre Ward como José.
- Steve Hayes como Dios.
- Jim Newman como Bruce.
- Michael Schiffman como Charles.
- Marty Thomas como Dorothy.
- Kate Pazakis como él mismo.
- Michael Musto como él mismo.
- Jack Aaronson como él mismo.
- Brent Corrigan como Hustler
- Rick Crom como el borracho.

## Producción
Los directores escogieron audicionar actores abiertamente gays de Broadway para todos lo papeles principales de la película. El rodaje comenzó el 24 de octubre de 2008. El elenco incluye veterano del teatro como Liz McCartney, Jim Newman, Joey Dudding, Marty Thomas, Andre Ward, Daniel Robinson, Jeff Metzler, Brian Spitulnik, Josh Cruz, Celina Carvajal y Steve Hayes, e incluye la coreografía de Shea Sullivan con canciones escritas por Rick Crom. Esta fue la primera película para los actores de escenarios Daniel Robinson y Joey Dudding. Los dos conductores fueron, en un principio, vieron como las escenas de sexo iban a ser tratados en la película, con Roninson inicialmente rechazando el papel. Robinson habló: «Fue un poco por encima de mí. No me sentía cómodo con las escena[s] de sexo y la desnudez. Era demasiado desnudo y gay para mí». Él explicó: «Una gran razón por la que no quise participar en la película en primer lugar era que yo no quería ser visto como un actor gay». Big Gay Musical fue como ponerme un tatuaje en mi cuerpo». Finalmente decidió que la película era una buena oportunidad, y no dejar atrás a la producción, reconociendo que la escena de sexo «era más difícil de leer que de hacer». Otra de sus preocupaciones iniciales fueron los temores acerca de tener su cuerpo desnudo en la película expuesta para siempre. Tanto Robinson y Dudding explicaron que el aspecto más difícil de sus respectivas funciones se retrata a dos personajes diferentes, con diferentes historias y motivaciones dentro de la misma película.

## Respuesta crítica
The Big Gay Musical recibió reseñas polarizadas a positivas de los críticos. Variety escribió sobre uno de los varios segmentos de la película, e hizo una nota especial sobre la narración del Genésis, escribiendo que «Seldom tiene una blasfemia que ha sido muy entretenida, y si sólo los Caruso fueron capaces de sostener con tal ingenio (y energia, como tomas ágiles y una edición viva), la película habría mantenido un documental de su espectáculo de teatro». Ellos explicaron sobre los fallos, escribiendo: «los consiguientes números intentan ganar tiempo, mientas las pobres caricaturas de Tammy Faye Bakker y las largas conversaciones sobre temas ex-gays en el campamento son compensados por un elenco paradisíaco de hombres atractivos en pantaloncillos y alas de ángel». Finalizando sobre el crédito de la película, «los directores insistieron audicionar actores abiertamente gays de Broadway en todos sus papeles principales, marcando el usual elenco de calibre telenovelesco de hora matutina con equivalente mínimo presupuesto. La película está producida por un entretenimiento gay para multitalentos con capacidad real de canto y baile». Concluyó que la película fue «más adecuada para festival y DVD».
After Elton compartió que la estructura de la película es un «poco inusual» después que el prólogo abra la película con un «extenso musical y número de baile de un rendimiento anterior de un juego de escena, Adán y Esteban: tal cual Dios los ha creado, que cuenta la historia de Biblia de una tajante perspectiva gay». Ellos llamaron la película «un entretenimiento satisfactorio y sorprendente», escribiendo que «este pequeño musical gay tiene lo que parece ser sobre dos meses de impecables interpretaciones previas».
Frank J. Avella de New York Cool escribió que su primera respuesta fue negativa, pero cuando leyó sobre la participación de Casper Andreas en el proyecto, él se interesó más en la película y se enteró, contrario a su impresión original, «nadie rompe en la canción sin ninguna razón». Avella hizo una nota especial de cómo la historia se desenvuelve alrededor de los actores y el elenco de la  obra de teatro Adán y Esteban: tal cual Dios los ha creado, una producción musical dentro de la película misma que presenta la historia del Genésis desde una perspectiva gay. Escribió: «La película continua e inteligentemente retorna al espectáculo teatral, usándolo como un elemento de transición», un método para amenizar la esencia de la película de reconocimiento personal. En resumen, el crítico dijo que la «producción es excelente y el elenco es, en mayor parte, admirable». Escribió que Daniel Robinson fue «regularmente impresionante» y su canción «I Wanna Be a Slut» «redujo la casa», pero explicó que Joey Dudding interpretó un «dulce y sensible Eddie que movió con confianza a la audiencia, entregando un papel preciso de un chico en la cúspide de su declaración.

## Estreno
La primera presentación de la película fue el 20 de junio de 2009 en el Festival Q de Filadelfia y tuvo su estreno oficial en cines el 9 de agosto de 2009 en Provincetown, Massachusetts. antes de mostrarse en varios festivales fílmicios LGBT durante 2009 y 2010.

## Banda sonora
La banda sonora de la película se estrenó el 14 de julio de 2009. El cedé incluye toda la música original de la película así como algunas pistas contemporáneas que fueron también incluidas en la película.
| 1. «Overture» 2. «Creation» 3. «The Party Isn't Over» 4. «Eve's Lament» 5. «Christian Medley» 6. «I Will Change» 7. «I Wanna Be a Slut» 8. «I'm Gonna Go Straight» | 9. «Someone to Sing Me a Love Song» 10. «Musical Theatre Love» 11. «Someone Up There» 12. «God Loves Gays» 13. «As I AM» 14. «Finale» 15. «I Am Alone» |